# Vasco Mariz
Vasco Mariz (Rio de Janeiro, 22 de janeiro de 1921 - Rio de Janeiro, 16 de junho de 2017) foi um historiador, musicólogo, escritor e diplomata brasileiro.
Recebeu sua formação musical no Conservatório Brasileiro de Música e graduou-se em Direito pela Universidade do Brasil, turma de 1943, e dois anos depois iniciou sua carreira diplomática. Concluindo um curso de aperfeiçoamento em História Diplomática em 1947, logo foi indicado vice-cônsul no Porto, Portugal, servindo depois em diversas funções e cargos em Rosário, Nápoles, Washington, Nova Iorque, Roma, até alcançar o posto de ministro em 1967, promovido por merecimento, e embaixador em 1971, designado para representar o Brasil no Equador e sucessivamente em Israel, Peru e Alemanha Oriental, aposentando-se em 1987.
Em sua carreira como diplomata antes de ser embaixador desempenhou o papel de delegado brasileiro junto a vários organismos internacionais de importância - como a ONU,FAO, a OEA, o GATT, a UNESCO - e em diversas ocasiões tais representações tinham claros propósitos culturais, desenvolvendo-se na área de história, folclore, arte e música. Foi chefe do departamento cultural do Itamaraty.
Sua atuação na área da cultura é intensa; desde a publicação em 1948 do livro Figuras da música brasileira contemporânea não cessou de dar importantes contribuições no campo da musicologia e da história do Brasil.
Foi sócio-emérito do Instituto Histórico e Geográfico Brasileiro, do PEN CLUB do Brasil e da Academia Brasileira de Música (cadeira 40, presidente em 1991), membro do Conselho Técnico da Confederação Nacional do Comércio e outras instituições nacionais e estrangeiras como o Conselho Inter-americano de Música (ex-presidente). Conselheiro do Museu Nacional de Belas Artes.
Faleceu aos 96 anos no Hospital Samaritano do Rio de Janeiro vitimado por uma pneumonia.

## Publicações
Vasco até 2010 publicou 58 livros sendo nove no exterior: dois nos EUA e um na França, União Soviética, Itália, Portugal, Argentina, Peru e Colômbia, entre os quais:
- A canção de câmara no Brasil (6ª edição, 2002)
- Heitor Villa-Lobos, o homem e a obra (12ª edição, 2004), editado no Brasil e nos EUA, França, União Soviética, Itália e Colômbia
- Dicionário Biográfico Musical (3ª edição, 1991)
- A canção popular brasileira (7ª edição, 2002)
- História da Música no Brasil (8ª edição, 2012)
- Três Musicólogos Brasileiros (1983), sobre Mário de Andrade, Renato Almeida e Luiz Heitor Corrêa de Azevedo
- Cláudio Santoro (1994)
- Antônio Houaiss, uma vida (organizador, 1995)
- Francisco Mignone: O homem e a Obra (organizador, 1997)
- 1.500 verbetes para o Grande Dicionário da Língua Portuguesa, de Antonio Houaiss (1998)
- Música clássica brasileira (2002)
- Ribeiro Couto, 30 anos de saudade (organizador, 1991)
- Ribeiro Couto - Maricota, Baianinha e outras mulheres (antologia de contos, organizador, 2001)
- Ribeiro Couto no seu centenário (1998)
- Villegagnon e a França Antártica (1999, 2002, 2005, co-autoria com Lucien Provençal)
- Vida musical (4ª série, 1997)
- Mini-enciclopédia internacional - Dicionário Carlos Aulete Essencial (2009)
- Ensaios históricos (2004)
- Brasil/França - relações históricas no período colonial (organizador, 2006)
- Os Franceses no Maranhão: La Ravardière e a França Equinocial (co-autoria com Lucien Provençal, 2007 e 2011)
- A música no Rio de Janeiro no tempo de D.João VI (2008)
- Temas da política internacional (memórias, 2008)
- Cartas de Villegagnon e textos correlatos (organização e comentários, 2009)
- Depois da Glória (2012)
- Nos bastidores da diplomacia  (2013)
- Os franceses na Guanabara (2015)
- Pelos caminhos da história (2015)
- Ribeiro Couto: 50 anos de saudades (2015)
- Retratos do Império (2016)
- Retratos da Republica (2017)

## Distinções
- Prêmio José Veríssimo da Academia Brasileira de Letras (1983)
- Tribute to Vasco Mariz, artigo de Robert Stevenson na revista musical Inter-American Music Review, de Los Angeles, (volume 13, n° 2)
- Grande Prêmio da Crítica (2000) da Associação Paulista dos Críticos de Arte (APCA), pelo conjunto de sua obra em musicologia.
- Prêmio Clio de História da Academia Paulista de História (2007)
- Personalidade Musical de 2009 concedido pela Associação Paulista de Críticos de Arte ([[APCA])
- Prêmio Ars Latina, da Romênia (2010)
- O PEN Clube do Brasil concedeu a seu livro "Depois da Glória" o prêmio de melhor do ano na categoria Ensaios (2013)
- Eleito para Academia Carioca de Letras (2016)